# محمد سيار
محمد بدر سيار (مواليد 16 فبراير 1991) هو لاعب كرة قدم قطري من أصول بحرينية يلعب في خط الوسط و الدفاع يلعب حالياً مع مدافع.
لعب سابقاً مع نادي الغرافة ونادي الشحانية ونادي الخور ونادي الريان والنادي العربي.

## روابط خارجية
- محمد سيار على موقع Soccerway.com (الإنجليزية)